# Changsu-myeon, Yeongdeok-gun
Changsu-myeon (koreanska: 창수면) är en socken i den östra delen av Sydkorea, 230 km sydost om huvudstaden Seoul. Den ligger i kommunen Yeongdeok-gun i provinsen Norra Gyeongsang.